# Río Manupare
El Río Manupare es un río de Bolivia, afluente derecho del río Madre de Dios, que forma parte del sistema fluvial del Amazonas.
Sobre el río Manupare se encuentra la remota comunidad de Puerto Araona, en el municipio de Ixiamas de la provincia de Iturralde en el departamento de La Paz, que es habitada por los indígenas araonas.

## Curso
El río Manupare es un río de aguas negras y tiene su origen aproximadamente a 50 kilómetros al este de la frontera boliviana con Perú y a 25 km al este de la parte norte del Parque Nacional Madidi. Desde sus fuentes fluye en dirección noreste durante tres cuartas partes de su recorrido antes de girar hacia el norte unos 100 km antes de su confluencia con el río Madre de Dios. La cuenca del río Manupare se extiende entre el río Madre de Dios por el noroeste y el río Asunta por el oeste por un lado y el río Madidi por el sureste y el río Beni por el noreste.
El río atraviesa las provincias de Franz Tamayo y Iturralde en el departamento de La Paz durante los primeros 300 km y la provincia de Madre de Dios en el departamento de Pando durante los 160 kilómetros restantes.
Debido a su baja pendiente de solo 54 metros a lo largo de 460 km, el río serpentea con mucha fuerza y por lo tanto cambia su curso y longitud una y otra vez, especialmente cuando dos meandros vecinos se tocan, el agua toma el atajo resultante y quedan remansos, los cuales se desvanecen sobre tiempo. Dado que el río atraviesa todo su curso a través de la selva tropical y aún no se ha desarrollado para el tráfico, su área de captación está casi desierta. Estudios de 2010 suponen que hay alrededor de 700 familias con 3.500 personas. La única ruta de tráfico para desarrollar la región es la vía fluvial, aunque también hay pistas de aterrizaje aisladas para aviones pequeños.

## Afluentes
- Arroyo Guacanaguas (derecha)
- Arroyo Huipa (derecha)
- Arroyo Saramanu (izquierda)
- Río Manurimi (izquierda)